# 土御門殿
土御門殿（つちみかどどの）は、平安時代に平安京左京1条4坊16町（後に同15町にも拡張）（土御門大路南京極大路西）に建てられた寝殿造の邸宅。邸宅の名は上東門に至る土御門大路に面していることに由来し、土御門院、京極殿（院）、上東門殿（院）等とも呼ばれた。現在の京都市上京区京都御苑（京都大宮御所北側部分）にあたる。藤原道長の主要な邸宅で、道長の姉である東三条院詮子や、娘の藤原彰子の御所となり、特に彰子は出家後、この邸宅にちなんで上東門院を院号とした。また東には法成寺が建立された。

## 概要
源雅信によって建設されたと言われるが、本来の所有者を雅信弟の源重信とする説もある。雅信の娘倫子と藤原道長（当時従三位左京大夫）が結婚した際に道長の居所となり、雅信の死後に道長に継承されてその邸宅となった。当初は1町の規模であったが、『御堂関白記』の記事などから長保元年（999年）までに拡張が行われたとみられている。
道長の姉である詮子は、正暦2年（991年）に院号宣下を受けて東三条院となった後、主に土御門殿をその御所とした。また道長の長女・一条天皇中宮藤原彰子が里邸として、ここで敦成親王（後の後一条天皇）と敦良親王（後の後朱雀天皇）を出産、その様子は『紫式部日記』に詳しく、後に『紫式部日記絵巻』に絵画化されている。彰子の妹嬉子もここで後冷泉天皇を出産、後一条、後朱雀、後冷泉ら三代の天皇の里内裏ともなり、道長家の栄華を象徴する邸宅であった。
長和5年（1016年）に火事で焼失するが、諸国の受領たちによって届けられた屋敷再建の品物によって、以前より立派な屋敷が再建された。以後、東三条殿と並ぶ御堂流摂関家当主の拠点として機能した。また、土御門殿の周囲には道長の近臣達も邸宅を構えていた。有名なのは藤原惟憲で、土御門殿の西隣の2町買得して自己の屋敷地としていた。
万寿3年（1026年）、彰子が女院となる際には、邸宅の名にちなんで院号を上東門院とした。
道長の後には、嫡男藤原頼通、その嫡男藤原師実が伝領した。一方、未亡人となった倫子は前述の藤原惟憲から西隣の屋敷地のうち北側の「鷹司殿」を譲り受けてそちらに移り住んでいる。
頼通時代の長元4年（1031年）に焼亡、また後朱雀天皇の里内裏であった長久4年（1040年）9月、後冷泉天皇の里内裏であった天喜2年（1054年）12月にも焼亡し、その度に再建された。
鎌倉時代以後は荒廃し、兼好法師の『徒然草』（第25段）には、法成寺とともに廃墟のようになった施設の典型としてあげられている。
道長の日記『御堂関白記』によれば、長和4年（1015年）北宋朝から孔雀が朝廷に届き、これを時の三条天皇が道長に下賜し、道長は土御門殿で飼っていたという。